# Universidad del Mar (México)
La Universidad del Mar «UMAR» es una institución pública de educación superior e investigación científica del Gobierno del Estado de Oaxaca con apoyo y reconocimiento del Gobierno Federal, pertenece al Sistema de Universidades Estatales de Oaxaca (SUNEO), cuenta con tres campus universitarios: Puerto Ángel, Puerto Escondido y Huatulco y con un Centro de Capacitación Turística (CECAT). Sus funciones principales son: la enseñanza, la investigación, la difusión de la cultura y la promoción del desarrollo.
El rector es el Dr. Modesto Seara Vázquez.

## Objetivos de este modelo de universidad
1. Descentralizar la educación superior para:
  - Evitar la concentración de recursos académicos y científicos en zonas que se van fortaleciendo desproporcionadamente y diferenciándose de modo creciente del resto del país.
  - Prevenir la descapitalización humana de las regiones más desfavorecidas, que por falta de oportunidades educativas ven partir a las generaciones jóvenes, en una edad que facilita su desarraigo permanente, por los lazos afectivos y sentimentales y de intereses que se producen en el lugar de residencia, y vuelve prácticamente imposible su recuperación, con los efectos lógicos, en una sociedad que pierde a sus generaciones jóvenes.
2. Mejorar el conocimiento de los recursos económicos de la región de que se trate, para establecer las bases de un desarrollo económico y social firme.
3. Formar líderes sociales en los ámbitos público y privado.
4. Introducir una élite profesional en una sociedad que carece de ella, para que sirva de catalizador de la transformación.
5. Mejorar la competitividad cultural de la zona de influencia de la respectiva universidad, al combinar la recepción de ideas y conceptos modernizadores, con la conservación y el reforzamiento de los valores propios.
6. Contribuir, en un mundo globalizado, a la competitividad de la economía de Oaxaca y de México, buscando los más altos estándares de calidad en la enseñanza y la investigación, sin ningún tipo de absurdos complejos de inferioridad.[2]

## Lema
El lema Mare Nostrum Veritabile Faciendum (escrito en Latín), se encuentra dentro del escudo de la universidad y significa «Hagamos verdaderamente nuestro el mar»

## Órganos de gobierno
- Rector, que es la máxima autoridad universitaria, y es nombrado o removido por el Gobernador del Estado.
- Vicerrector académico y Vicerrector administrativo, nombrados por el rector.
- Vicerrector de relaciones y recursos, también nombrados por el rector. Solo se han nombrado en los casos de las Universidades Tecnológica de la Mixteca y del Mar, que están respectivamente al frente de las oficinas del SUNEO en la Ciudad de México y en Oaxaca.
- Jefes de carrera y directores de Institutos de Investigación, así como los Jefes de las Divisiones de Postgrado. Son nombrados por el rector.[3]

## Oferta educativa
La UMAR ofrece dieciséis carreras a nivel licenciatura además de once posgrados.

### Licenciaturas
- Actuaría —Campus Huatulco
- Acuicultura —Campus Puerto Ángel
- Administración Turística —Campus Huatulco
- Biología —Campus Puerto Escondido
- Biología Marina—Campus Puerto Ángel
- Ciencias de la Comunicación—Campus Huatulco
- Ciencias Marítimas —Campus Puerto Ángel
- Economía —Campus Huatulco
- Enfermería —Campus Puerto Escondido
- Informática —Campus Puerto Escondido
- Ingeniería Ambiental —Campus Puerto Ángel
- Ingeniería Forestal —Campus Puerto Escondido
- Oceanología —Campus Puerto Ángel
- Pesca —Campus Puerto Ángel
- Relaciones Internacionales —Campus Huatulco
- Zootecnia —Campus Puerto Escondido

Maestrías
- Ciencias Ambientales —Campus Puerto Ángel
- Ciencias: Ecología Marina —Campus Puerto Ángel
- Ciencias: Genética de la Biodiversidad —Campus Puerto Escondido
- Ciencias: Manejo de la Fauna Silvestre —Campus Puerto Escondido
- Derecho Internacional Penal —Campus Huatulco
- Mercadotecnia Turística —Campus Huatulco
- Producción y Sanidad Animal —Campus Puerto Escondido
- Relaciones Internacionales: Medio Ambiente —Campus Huatulco

Doctorados
- Ciencias Ambientales —Campus Puerto Ángel
- Ecología Marina —Campus Puerto Ángel
- Producción y Sanidad Animal —Campus Puerto Escondido

## Infraestructura
La UMAR cuenta con cuarenta laboratorios, destacando los siguientes

Laboratorios
- Acuicultura —Campus Puerto Ángel
- Análisis de Ficotoxinas (Larvatron) —Campus Puerto Ángel
- Análisis y Tecnología de los Alimentos —Campus Puerto Ángel
- Cálculo Masivo —Campus Puerto Ángel
- Colecciones Biológicas —Campus Puerto Escondido
- Dinámica Costera —Campus Puerto Ángel
- Docencia de Oceanografía Biológica —Campus Puerto Ángel
- Docencia de Oceanografía Física —Campus Puerto Ángel
- Docencia de Oceanografía Geológica —Campus Puerto Ángel
- Ecología del Bentos —Campus Puerto Ángel
- Histología —Campus Puerto Ángel
- Ictiología y Biología Pesquera —Campus Puerto Ángel
- Ingeniería Ambiental —Campus Puerto Ángel
- Investigación en Química y Biología —Campus Puerto Ángel
- Investigación Genética —Campus Puerto Ángel
- Microbiología —Campus Puerto Escondido
- Oceanografía Química  —Campus Puerto Ángel
- Sistemas de Información Geográfica y Percepción Remota
- Sistemática de Invertebrados Marinos —Campus Puerto Ángel
- Tecnología de Microalgas —Campus Puerto Ángel

## Investigación
La UMAR cuenta con 9 Institutos de Investigación
Institutos
- Ciencias de la Comunicación —Campus Huatulco
- Ciencias Sociales y Humanidades —Campus Puerto Ángel
- Ecología —Campus Puerto Escondido y Campus Puerto Ángel
- Estudios Económicos —Campus Huatulco
- Estudios Internacionales Isidro Fabela —Campus Huatulco
- Genética —Campus Puerto Escondido y Campus Puerto Ángel
- Industrias —Campus Puerto Escondido y Campus Puerto Ángel
- Recursos —Campus Puerto Escondido y Campus Puerto Ángel

- Turismo —Campus Huatulco

Publicaciones
- The Decisive Hour. Seara Vázquez, Modesto. 2018. 330pp.

- Corporaciones Multinacionales. Una mirada a Oaxaca. Lozano Vázquez, Alberto, Marco Antonio Guadarrama Vega, Saúl Mendoza Palacios, Carlos Gabriel Argüelles Arredondo (coord.). 2017. 330 pp.
- La Vuelta al Mundo en 80 años. Seara Vázquez, Modesto. 2016. 433pp.
- Los puertos de España y México. González Laxe, Fernando y Juan N. Ojeda Cárdenas (coord.). 2013. 318pp.
- Después de la Tragedia. A 70 años de la Segunda Guerra Mundial. Seara Vázquez, Modesto y Alberto Lozano Vázquez (coord.). 2015. 806pp.
- DDT Mitos y Realidades. Hernández Carlo, Beatriz y Martha E. Alcántara Garduño. 2012. 230pp.
- Aves del Jardín Botánico. Bojorges B. José C. 2012. 92pp.
- La Sociedad Internacional Amorfa. Soluciones inadecuadas para problemas complejos. Seara Vázquez, Modesto (coord.). 2011. 654pp.
- La iguana negra. Fundamentos de reproducción, nutrición y su manejo en cautiverio. Arcos García, José Luis y Roberto López Pozos.  2009. 164pp.
- Diagnóstico de los Recursos Naturales de la Bahía y Micro-cuenca de Cacaluta. Domínguez Licona, Juan Manuel (ed.). 2008. 453pp.
- Rusia hacia la Cuenca del Pacífico. 2007. Roldán, Eduardo (ed.). 355pp.
- La política exterior de México durante la Segunda Guerra Mundial. Velázquez Flores, Rafael. 2007. 205pp.
- Atlas de corales pétreos (Anthozoa: Scleractinia) del Pacífico mexicano. Reyes Bonilla, Héctor, et al. 2005. 124pp.
- Factores, bases y fundamentos de la política exterior de México. Velázquez Flores, Rafael. 2005. 332pp.
- Estudio de Ordenamiento Ecológico para la Zona Costera del Istmo de Tehuantepec. Serrano Guzmán, Saúl J. (coord.). 2004. 159pp.
- Mujeres Empresarias y Turismo en la Costa Oaxaqueña. Informe Diagnóstico y Directorio. Fernández Aldecua, María José y Pascal Barradas Salas. 2001. 81pp.
- Biología y aprovechamiento del camarón Duende Streptocephalus (Crustacea-branchiopoda). Castrejón Ocampo, Laura. 1993. 72pp.
- Diagramas prácticos para la acuicultura. Porras Díaz, Demetrio y Laura Castrejón Ocampo. Cuadernos 1. 1993. 111pp.
- Mezcal. Moctezuma, Isidro. 2018. 113pp.

Revistas
- Ciencia y Mar. Publicación cuatrimestral desde 1997.

## Difusión de la cultura
Entre las funciones de la UMAR está la difusión cultural, que comprende un amplio abanico de posibilidades y se orienta tanto a la comunidad universitaria como a la población en general. Se enfoca a la presentación de productos culturales de alta calidad, y la realización de actividades que den respuesta a iniciativas e inquietudes de los estudiantes, muchas veces con fines esencialmente recreativos. Podemos mencionar:
- Jardines botánicos —Campus Puerto Escondido y Chepilme «Campus Puerto Ángel»
- Campo Experimental —Campus Puerto Escondido
- Cine Club —Campus Puerto Escondido, Campus Puerto Ángel y Campus Huatulco
- Club de Ajedrez —Campus Puerto Escondido y Campus Huatulco
- Club de Danza —Campus Puerto Escondido y Campus Puerto Ángel
- Club de Teatro
- Áreas deportivas: Cancha de basketball, gimnasio y alberca olímpica
- Cursos y conferencias

## Promoción del desarrollo
Consiste en el apoyo que se proporciona a comunidades rurales, organizaciones de productores y productores privados, mediante asesorías técnicas, cursos de capacitación y elaboración de proyectos productivos y de investigación, en los que participan profesores-investigadores y técnicos de la Universidad del Mar. A través de estas acciones se desea fortalecer los núcleos productivos con innovaciones tecnológicas que permitan el adecuado desarrollo de sus actividades primarias mediante el aprovechamiento sustentable de los recursos naturales de las regiones, a fin de fomentar un uso y manejo racional de los mismos.  El propósito es coadyuvar en el desarrollo socioeconómico del sector productivo primario de las regiones, contribuir en forma significativa a la transformación de la sociedad y propiciar mejores condiciones de bienestar. Al año 2019 la UMAR atiende a 47 municipios de Oaxaca con 69 proyectos productivos impulsando el desarrollo de las comunidades.